# سياست نامه
سياست نامه: هو اسم يطلق بشكل عام على الأعمال التي تحتوى على المعلومات الخاصة بفنون العلوم المنظمة لرجال الدولة في الآداب العربية، والفارسية، والهندية، والتركية. وهذا النوع من الأعمال معروف في أوروبا أيضاً تحت مسمى (مرآة للأمير) وأصدق النماذج على هذا العمل المسمى (حكمدار)، علاوة على أن نظام الملك هو اسم خاص أطلق على الكتاب الذي كتب في هذا المجال. وتشمل «السياست نامه» الخاصة بالسلاطين بشكل عام على الصفات الواجب أن يتحلوا بها وشروط وقواعد السلطنة. وتوضح كيف تكون المنظومة دولة نموذجية كما تكشف أيضاً عن النتائج السلبية للإدارة السيئة وتقوم بتنبية القائمين عليها. السياست نامه التي كانت تعرف الدولة بالحياة السياسية والاجتماعية والمؤسسات العسكرية والمالية والعادات والتقاليد الاجتماعية، تستند في الأساس على الأعراف والأسس الدينية. والسياست نامه التي تشير وتبرز نماذج من القراءن الكريم والسنة النبوية الشريفة والتاريخ، تحكى عن الأحداث السيئة التي وقعت في الماضى، وتحكى أيضاً عن مصائب وحكايات زمن ما من جراء الحكام والوزراء الظالمين، الذين لايتمتعون بالحكمة وكذلك الجهلاء.
كما تطرح السياست نامه معانى مختلفة لمفهوم السياسة، مثل: تولى الولاية، الإدارة، العقوبة، الإعدام، الدبلوماسية، تربية الحيوان. والقتل السياسيى هو عقوبة والميدان هو المكان الذي ينفذ فيه هذه العقوبة. عين الماء السياسية«سياسه جشمه سى»، هو المكان الذي يتم فيه قطع الرأس من أجل العقوبة السياسية.
- المدينة الفاضلة (للفرابى).
- السياسة الشرعية (ابن تيمية).
- الأحكام السلطانية (موردى).
- سياست نامه (نظام الملك).[1]
- قابوس نامه (كيكاوس).
- كوتودوغو بيلك (يوسف خاص حاجب).
- السياسة المتألقة في العصور الإسلامية (محمد طاهر البورسوي).
- سياست نامه (آكاه سرى لاوند).
- سياست نامه العثمانية (أحمد أوغور).
- آصف نامه (لطفى باشا).
- نصيحة السلاطين (كاليبولى مصطفى).
- كتاب السياسة (بيرى زاده).